# تامین مالی محور مقاومت
تأمین مالی محور مقاومت، به روشی اشاره دارد که شبکه‌ای از شبه‌نظامیان و گروه‌های سیاسی مورد حمایت ایران در خاورمیانه، منابع مالی خود را به دست می‌آورند. ایران از طریق نیروی قدس (یگان نظامی برون‌مرزی سپاه پاسداران انقلاب اسلامی) منابع قابل‌توجهی را برای حمایت و تقویت توانایی‌های نظامی و سیاسی این گروه‌ها در طول دهه‌ها اختصاص داده است.
تامین مالی محور مقاومت به طور مستقیم بر اقتصاد ایران و معیشت غیرنظامیان آن تأثیر می‌گذارد، زیرا منابع مالی قابل توجهی را از نیازهای حیاتی داخلی منحرف کرده و آنها را به سمت حمایت از گروه‌های نیابتی و درگیری‌های نظامی هدایت می‌کند. تامین مالی محور شامل استفاده از پول از طریق درآمدهای نفتی، مالیات و صندوق‌های تحت مدیریت دولت می‌باشد.

## تاریخچه
محور مقاومت شبکه‌ای از گروه‌های سیاسی و عمدتاً مسلح مورد حمایت ایران در خاورمیانه است. ایران با ادّعای مقابله با نفوذ ایالات متحده و اسرائیل در خاورمیانه به متحد کردن و سازمان‌دهی این گروه‌ها پرداخته است. ایالات متحده آمریکا اکثر این گروه‌ها را در لیست سازمان‌های تروریستی خود قرار داده است. حزب‌الله که در اوایل دهه ۱۹۸۰ در لبنان با حمایت مستقیم ایران ظهور کرد و ایدئولوژی اسلام‌گرایی شیعی آن را به اشتراک گذاشت، برجسته‌ترین عضو این محور است. دیگر گروه‌های برجسته در داخل این ائتلاف عبارت‌اند از: گروه فلسطینی حماس، جهاد اسلامی فلسطین، جنبش حوثی در یمن و گروه‌های مختلف شیعی در عراق و سوریه. رژیم سوریه تنها عضو دیگر کشور به‌جز ایران بود و برای میزبانی از جنگجویان استخدام‌شده و آموزش‌دیده توسط ایران استفاده می‌شد.

## رژیم اسد در سوریه
ایران از مدّت‌ها پیش به دنبال ایجاد نفوذی مسلط در سوریه تحت رهبری بشار اسد و استفاده از اهرم بازسازی کشور پس از جنگ داخلی سوریه که در سال ۲۰۱۱ آغاز شد، بود. با این حال، سقوط رژیم اسد یک عقب‌گرد جدی برای جاه‌طلبی‌های ایران در خاورمیانه به‌شمار می‌رود. تهران از مدّت‌ها قبل به دنبال ایجاد یک کشور تحت‌نفوذ خود در خاورمیانه بود؛ امّا سقوط رژیم اسد به سال‌ها سرمایه‌گذاری و استراتژی ایران در منطقه پایان داد.

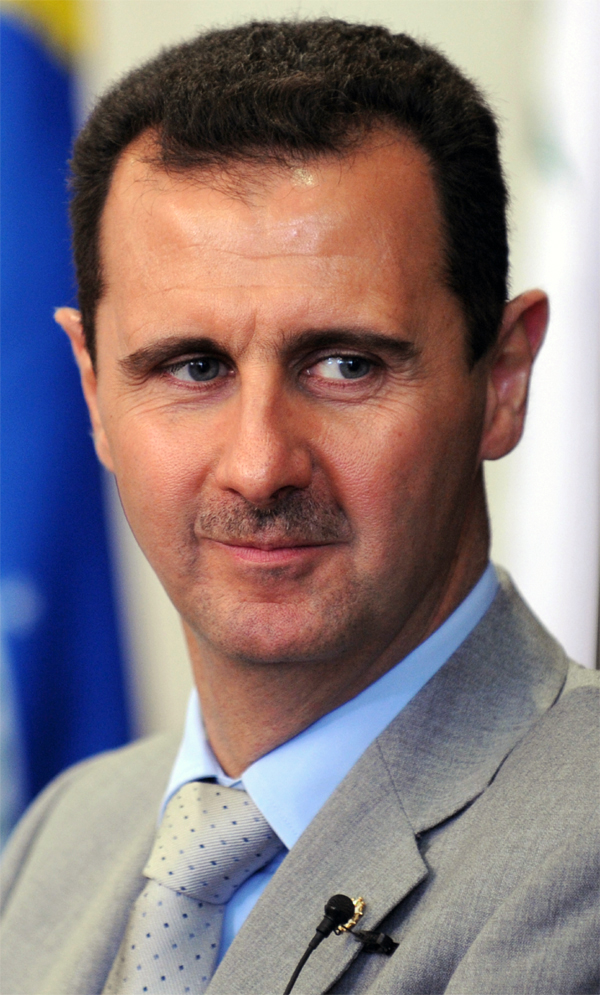
ایران سالانه میلیاردها دلار برای حمایت از رژیم اسد هزینه کرده است.

دخالت ایران در سوریه با سرمایه‌گذاری مالی و نظامی قابل‌توجهی همراه بوده است. در طول جنگ داخلی سوریه، ایران حدود ۵۰ میلیارد دلار برای حمایت از رژیم اسد هزینه کرد.
استیون هایدمان، معاون پیشین مرکز مطالعاتی انستیتوی صلح آمریکا نیز در گفت‌وگو با بلومبرگ تخمین زد که ایران در مجموع سالی بین ۱۵ تا ۲۰ میلیارد دلار به سوریه کمک کرده است که این کمک‌ها شامل ارسال فرآورده‌های نفتی، اعطای وام، پرداخت هزینه پرسنل نظامی و فروش با تخفیف سلاح می‌شود.
فراتر از حمایت‌های مستقیم مالی و مادّی، ایران به دنبال تقویت نفوذ خود در سوریه از طریق یک سری توافق‌نامه‌های اقتصادی، به‌ویژه پس از سال ۲۰۱۷ بود. این قراردادها اغلب منافع ایران را بر حاکمیت سوریه اولویت می‌داد و به ایران در بخش‌های کلیدی از جمله مخابرات، کشاورزی و زیرساخت‌ها امتیاز می‌داد.
خسارات مالی دخالت ایران در سوریه بسیار زیاد بوده است. در ۷ دسامبر ۲۰۲۴، بهرام پارسایی، نماینده سابق مجلس ایران فاش کرد که بدهی سوریه به ایران از ۳۰ میلیارد دلار فراتر رفته است.

## حزب‌اللّه لبنان

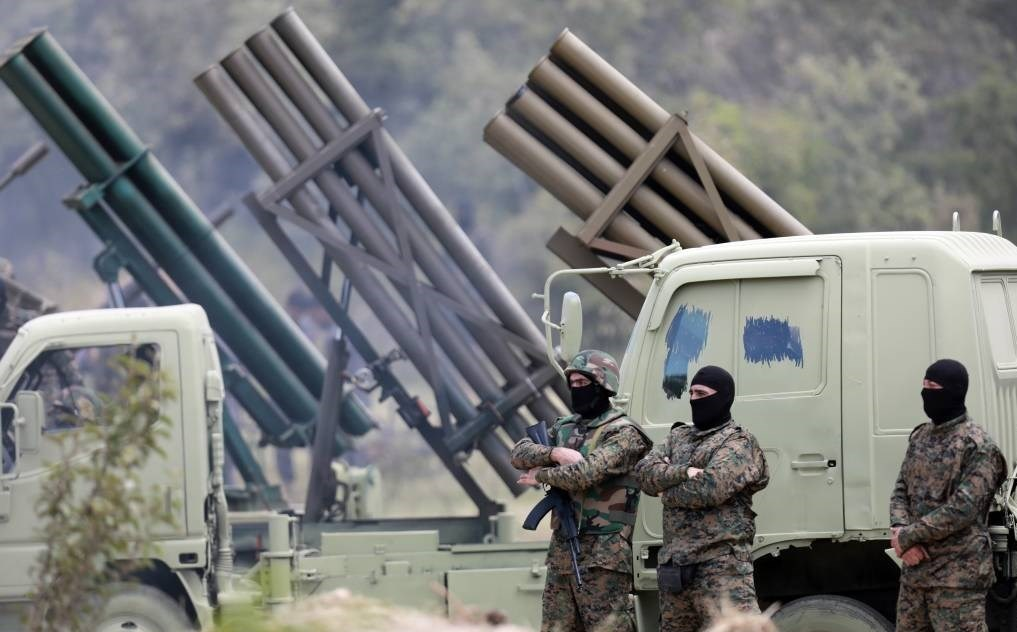
سربازان حزب‌الله در رزمایش

حزب‌الله گروه و حزب سیاسی شبه‌نظامی شیعه لبنان، یکی از ذی‌نفعان اصلی حمایت‌های مالی و تسلیحاتی ایران است. به گفتهٔ وزارت خارجه آمریکا ایران منبع اصلی آموزش، تسلیحات و حمایت مالی این گروه است و سالانه صدها میلیون دلار به این گروه کمک می‌کند. ایران به عنوان یکی از منابع اصلی حمایت مالی از حزب‌الله شناخته می‌شود و تخمین زده شده که سالانه بین ۷۰۰ میلیون تا ۱ میلیارد دلار به حزب‌الله کمک مالی می‌کند. در سال ۲۰۲۰، بر اساس گزارش وزارت امور خارجه آمریکا، حزب‌الله ۷۰۰ میلیون دلار از ایران دریافت کرده است.

## حوثی‌های یمن

حوثی‌های یمن یکی دیگر از گروه‌های مورد حمایت ایران هستند. از میزان حمایت‌های ایران از این گروه، اطلاع دقیقی در دسترس نیست.

در یمن، ایران از جنبش حوثی‌ها حمایت می‌کند و به آن‌ها سلاح، آموزش و کمک مالی می‌دهد. در حالی که ارقام دقیق این حمایت‌ها مشخص نیست، امّا وزارت خزانه‌داری آمریکا شبکه‌های متهم به تسهیل انتقال میلیاردها دلار برای نیروهای نظامی ایران را تحریم کرده است که به‌نوبه خود از گروه‌هایی مانند حوثی‌ها نیز حمایت می‌کند.

## شبه‌نظامیان عراقی
حمایت ایران از شبه‌نظامیان مختلف شیعه در عراق، مانند کتائب حزب‌الله و عصائب اهل الحق، گسترش می‌یابد. این گروه‌ها بودجه، آموزش و تسلیحات را از ایران دریافت می‌کنند، هرچند جزئیات مالی خاصی به‌طور عمومی فاش نشده است. وزارت امور خارجه آمریکا از ارائهٔ تسلیحات پیشرفته از جمله پهپادهای تهاجمی به این شبه‌نظامیان توسط ایران اشاره کرده است.

## گروه‌های فلسطینی

گروه‌های فلسطینی یکی دیگر از گروه‌های مورد حمایت ایران هستند که سالانه میلیون‌ها دلار کمک مالی از ایران دریافت می‌کنند.

ایران همچنین به سازمان‌های مبارز فلسطینی از جمله حماس و جهاد اسلامی فلسطین کمک مالی می‌کند. از نظر تاریخی، این حمایت سالانه حدود ۱۰۰ میلیون دلار بوده است. با این حال، گزارش‌ها نشان می‌دهد که تا سال ۲۰۲۳، ایران کمک‌های مالی خود را به حماس به حدود ۳۵۰ میلیون دلار در سال افزایش داده است.

## تأثیر
از سال ۲۰۰۰، ایران به طور مداوم بودجه گروه‌های نیابتی و برنامه‌های نظامی را گسترش داده است، در حالی که جمعیت غیرنظامی آن متحمل بار اقتصادی شده است. همانطور که هزینه‌های نظامی و نیابتی افزایش یافت، به ویژه پس از تحریم‌های سال ۲۰۱۱، درآمدهای دولتی از خدمات عمومی و یارانه‌ها منحرف شد که منجر به تورم، افزایش بیکاری، فقر گسترده و ناامنی غذایی گردید. وزارت رفاه و تأمین اجتماعی ایران گزارش داد که ۵۷ درصد از جمعیت از درجه‌ای از سوء تغذیه رنج می‌برند، در حالی که ۳۰ درصد اکنون زیر خط فقر زندگی می‌کنند. ریال ایران ۴۶ درصد از ارزش خود را از دست داد و آن را به کم‌ارزش‌ترین واحد پولی جهان تبدیل کرد.